# Grado (musica)
Nella teoria musicale, il grado di una scala è il ruolo che una sua singola nota assume nella stessa.

## Grado nella scala diatonica
Generalmente, quando si parla di "grado", la scala di riferimento è la scala diatonica del sistema tonale, in quanto risulta particolarmente utile nello studio delle relazioni armoniche.
In base al ruolo armonico che hanno i diversi gradi delle scale maggiori e minori, si è soliti riferirsi a queste note utilizzando dei nomi particolari ad essi associati:
| grado   | numerazione | denominazione                                                                            |
| ------- | ----------- | ---------------------------------------------------------------------------------------- |
| primo   | I           | tonica                                                                                   |
| secondo | II          | sopratonica                                                                              |
| terzo   | III         | modale, mediante, caratteristica.                                                        |
| quarto  | IV          | sottodominante                                                                           |
| quinto  | V           | dominante                                                                                |
| sesto   | VI          | sopradominante                                                                           |
| settimo | VII         | sottotonica, se dista un tono dalla tonica; sensibile, se dista un semitono dalla tonica |

L'accordo costruito sul quinto grado di scala, o dominante, verrà chiamato anch'esso accordo di dominante.
Per convenzione gli accordi costruiti sopra un grado musicale vengono indicati con numeri romani.
Ad esempio l'accordo costruito sul primo grado si indica con I (nella scala di Do maggiore abbiamo Do - Mi - Sol), quello costruito sul secondo grado viene indicato con II (nella scala di Do maggiore abbiamo Re - Fa - La), e quello costruito sul quinto grado con V (nella scala di Do maggiore abbiamo Sol - Si - Re). In alcuni stili musicali (l'esempio classico è il jazz) l'accordo è spesso a 4 voci, aggiungendo quindi la 7ma (minore o maggiore a seconda).

## Altre accezioni

### Gradi congiunti
Gradi immediatamente precedenti o successivi ad una nota presa come riferimento. È sinonimo di intervallo di seconda.

### Grado disgiunto
Rispetto ad una nota presa come riferimento, è il grado ad essa non adiacente.